# Kakinami Kaoru
Kakinami Kaoru (柿並 薫; Hepburn: Kakinami Kaoru) (Japán, 1966. május 7. –) japán válogatott labdarúgó.

## Nemzeti válogatott
1981-ben debütált a japán válogatottban. A japán válogatottban 4 mérkőzést játszott.

## Statisztika
| Japán válogatott | Japán válogatott | Japán válogatott |
| Időszak          | Mérk.            | gól              |
| ---------------- | ---------------- | ---------------- |
| 1981             | 1                | 0                |
| 1982             | 0                | 0                |
| 1983             | 0                | 0                |
| 1984             | 3                | 0                |
| Összesen         | 4                | 0                |